# Zeze
Zeze è un singolo del rapper statunitense Kodak Black, pubblicato il 12 ottobre 2018 come secondo estratto dal secondo album in studio Dying to Live.
Il brano vede la partecipazione dei rapper statunitensi Travis Scott e Offset.

## Antefatti
Dopo essere stato rilasciato dalla prigione il 18 agosto 2018, tre settimane dopo, Kodak Black è stato avvistato in uno studio di registrazione insieme a Travis Scott. Il filmato degli artisti che ascoltavano il nuovo beat, che in seguito sarebbe diventata la strumentale di Zeze, divenne in seguito un meme virale.

## Video musicale
Il video musicale, diretto da Scott, è stato reso disponibile attraverso il canale YouTube di Kodak Black il 23 novembre 2018.

## Tracce
Testi e musiche di Kodak Black, Christina Gandy-Rodgers, D.A. Doman, Justin Thomas, Marcus Prince, Offset e Travis Scott.
1. Zeze (feat. Travis Scott & Offset) – 3:48

## Formazione
Musicisti
- Kodak Black – voce
- Travis Scott – voce aggiuntiva
- Offset – voce aggiuntiva

Produzione
- D.A. Doman – produzione
- Chris Ulrich – ingegneria del suono
- Drew Ducker – ingegneria del suono
- Jamie Peters – ingegneria del suono
- Tyler Unland – ingegneria del suono
- Chris Athens – mastering
- Jacob Richards – missaggio
- Jaycen Joshua – missaggio
- Mike Seaberg – missaggio
- Rashawn McLean – missaggio

## Successo commerciale
Zeze ha debuttato alla 2ª posizione della Billboard Hot 100, dietro a Girls like You dei Maroon 5 con Cardi B. Nella medesima settimana ha venduto 23 000 copie digitali, ha accumulato 47,6 milioni di riproduzioni in streaming e un'audience radiofonica pari a 4,8 milioni di ascoltatori. Si tratta della seconda top ten di Black e di Offset, e la quinta per Scott.

## Classifiche

### Classifiche settimanali
| Classifica (2018) | Posizione massima |
| ----------------- | ----------------- |
| Australia         | 14                |
| Austria           | 31                |
| Belgio (Fiandre)  | 52                |
| Belgio (Vallonia) | 65                |
| Canada            | 1                 |
| Danimarca         | 16                |
| Estonia           | 12                |
| Finlandia         | 9                 |
| Francia           | 77                |
| Germania          | 37                |
| Grecia            | 3                 |
| Irlanda           | 11                |
| Islanda           | 21                |
| Italia            | 92                |
| Lettonia          | 5                 |
| Lituania          | 11                |
| Norvegia          | 10                |
| Nuova Zelanda     | 7                 |
| Paesi Bassi       | 22                |
| Portogallo        | 26                |
| Regno Unito       | 7                 |
| Repubblica Ceca   | 38                |
| Slovacchia        | 24                |
| Stati Uniti       | 2                 |
| Svezia            | 7                 |
| Svizzera          | 13                |
| Ungheria          | 19                |

### Classifiche di fine anno
| Classifica (2019) | Posizione |
| ----------------- | --------- |
| Canada            | 48        |
| Portogallo        | 199       |
| Stati Uniti       | 31        |